# Скот (окръг, Кентъки)
Вижте пояснителната страница за други значения на Скот.
Окръг Скот (на английски: Scott County) е окръг в щата Кентъки, Съединени американски щати. Площта му е 738 km², а населението - 33 061 души (2000). Административен център е град Джорджтаун.